# 자네트섬

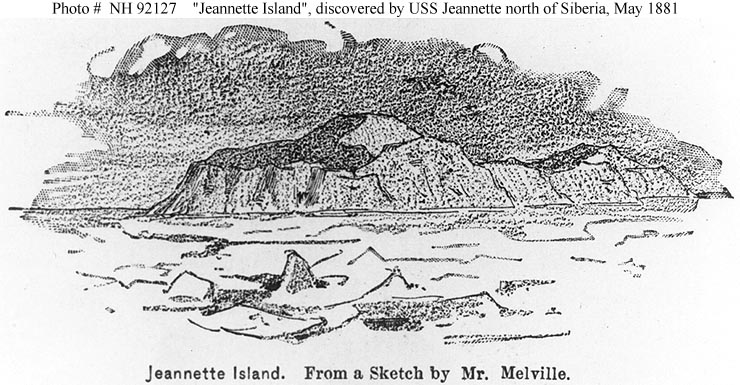

자네트섬(러시아어: Остров Жаннетты)는 데롱 제도에 속해 있는 섬으로, 동시베리아해에 위치해 있다. 1881년에 자네트 호가 여기를 여행하던 중에 발견되었고, 나중에 미해군 대장 조지 W.데롱이 이곳의 이름을 자네트 섬으로 붙였다.
면적은 3,3 sq km이고 최고점은 351 m이다. 사암대지가 형성되어 있고 빙하와 만년설로 뒤덮여 있다.